# Уинчестър (Айдахо)
Вижте пояснителната страница за други значения на Уинчестър.
Уинчестър (на английски: Winchester) е град в окръг Луис, щата Айдахо, САЩ. Уинчестър е с население от 308 жители (2000) и обща площ от 0,5 km². Намира се на 1213 m надморска височина. ЗИП кодът му е 83555, а телефонният му код е 208.